# Casetă video

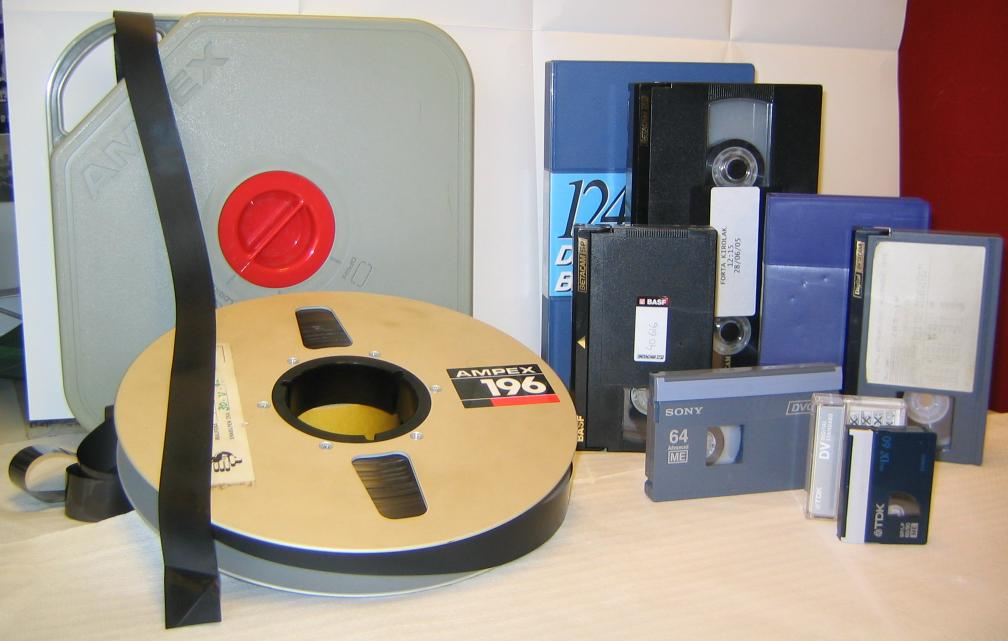
Diferite tipuri de casete video

Termenul de casetă video definește o cutie de plastic care conține o bandă magnetică folosită la înregistrarea și redarea unor semnale video și a sunetului aferent. Informațiile pot fi stocate sub forma unui semnal analogic sau digital. Caseta video este utilizată cel mai frecvent la înregistrări audio-video. Ele sunt, de asemenea, folosite pentru stocarea de date științifice sau medicale, cum ar fi datele produse de o electrocardiogramă.
Înregistrările pe un suport cu banda magnetică se fac cu ajutorul unor echipamente care amplifică și transformă un semnal electric provenind de la un echipament audio-video, într-un câmp magnetic generat de o bobină, care în contact cu suportul magnetic, banda, produce o magnetizarea locală a particulelor feromagnetice înglobate în bandă. Banda se deplasează cu o anumită viteză în fața capetelor de scriere-citire, iar cantitatea de informație care poate fi înregistrată pe un suport magnetic, va depinde de propietățile materialelor feromagnetice utilizate la realizarea benzii și de viteza de deplasare a benzii. Cu cât este necesară înregistrarea unei cantități de informații mai mare, cu atât dimensiunea particulelor magnetice trebuie să fie mai mică și viteza benzii mai mare.
Deoarece semnalele video au o lățime de bandă foarte mare, comparativ cu semnalele audio, iar suportul magnetic, banda, are limitări de natură tehnologică la realizarea particulelor magnetice, dacă înregistrarea s-ar face similar cu dispozitivele analogice audio clasice, tip casetofon-magnetofon, prin utilizarea de capete fixe, banda ar necesita viteze extrem de mari pentru deplasare, iar acest lucru nu este practic posibil. De aceea, pentru înregistrarea semnalelor video se utilizează un cap de înregistrare cu mișcare elicoidală, care se rotește împotriva benzii în mișcare pentru a înregistra datele sub forma unor piste oblice.
Banda magnetică este o metodă liniară de stocare a informațiilor și are dezavantajul că timpul de acces necesar accesării unor date nu se poate face foarte rapid, ci va impune întârzieri necesare pentru a derula o parte din banda care nu este deja în zona capetele de citire-scriere.
Casetele video au fost fabricate sub diferite tipo-dimensiuni, în funcție de natura echipamentelor utilizate, și a tehnologiilor folosite la întregistrare-redarea semnalelor electrice.